# Editorial Arrebato
Arrebato fue el nombre de dos pequeñas editoriales de cómic españolas de finales del siglo pasado:

## Arrebato (Valencia, 1983)
La primera Arrebato, ubicada en Valencia, fue fundada por Juan José Almendral y Pedro Porcel en 1983. En su colección "Imposible" presentó cómics originales de autores españoles, además de a Gary Panter:
| Año  | Título                              | Autoría          |
| ---- | ----------------------------------- | ---------------- |
| 1983 | Dogón                               | Micharmut        |
| 1983 | Romance                             | Sento            |
| 1984 | La pista atlántica                  | Miguel Calatayud |
| 1984 | El carnaval de los ciervos          | Max              |
| 1984 | Sic Transit o la muerte de Olivares | Javier de Juan   |
| 1984 | La invasión de los Elvies Zombies   | Gary Panter      |

## Arrebato (Barcelona, 1992)
La segunda Arrebato, ubicada en Barcelona, fue fundada por Fernando Velasco en 1992. Editó la revista del mismo nombre y el álbum Psychopathia Sexualis de Miguel Ángel Martín.